# Henri Parmentier
Henri Parmentier (Parigi, 1871 – Phnom Penh, 1949) è stato un archeologo francese.

## Biografia
Si laurea in architettura presso la École des beaux-arts di Parigi.
Il suo primo incarico di tipo archeologico è il rilievo del Tempio di Saturno a Dougga, in Tunisia. Nel 1900 è incaricato dalla École française d'Extrême-Orient (ÉFEO) di studiare e rilevare alcuni monumenti Cham in Vietnam.
In seguito, partecipa agli scavi archeologici di Mỹ Sơn nel 1903-1904, di Dong Duong e Chanh Lô nel 1905. Viene incaricato di restaurare i templi di Po Nagar e Po Klaung Garai tra il 1905 ed il 1908.
In questo anno prepara i programmi di conservazione per Angkor Wat e la sistemazione delle collezioni archeologiche dell'ÉFEO presso il museo di Hà Nội.